# Вовна (Шосткинський район)
Во́вна — село в Україні, у Шосткинській міській громаді Шосткинського району Сумської області. Населення становить 569 осіб. Колишній орган місцевого самоврядування — Вовнянська сільська рада. Розташовано за 40 км від райцентру.

## Географія
Село знаходиться за 2 км від лівого берега річки Бичиха, на відстані 1 км від села Дібрівка. Місцевість навколо села заболочена, навколо багато невеликих озер.
У селі бере початок річка Безіменна, ліва притока Бичихи.

## Символіка
На гербі зображений золоторунний баран та клубок ниток. Вовна на барані вказує на назву населеного пункту, як і клубок вовняних ниток (герб є подвійно промовистим). Червоний та зелений кольори вказують на колишні села Калиновець та Залісся.

## Історія
Відомо з середини XVII століття. Поблизу села зі сторони Дібровки виявлені залишки поселень епохи неоліту (IV—III тис. до н. е.).
Під час організованого радянською владою Голодомору 1932—1933 років померло щонайменше 62 жителі села.
В 1993 році до Вовни було приєднано села Залісся та Калиновець.

## Населення
Згідно з переписом УРСР 1989 року чисельність наявного населення села становила 824 особи, з яких 363 чоловіки та 461 жінка.
За переписом населення України 2001 року в селі мешкало 560 осіб.

### Мова
Розподіл населення за рідною мовою за даними перепису 2001 року:
| Мова       | Кількість | Відсоток |
| ---------- | --------- | -------- |
| російська  | 516       | 90.69%   |
| українська | 53        | 9.31%    |
| Усього     | 569       | 100%     |

## Економіка
- Молочно-товарна ферма.
- «Надія», ТОВ.

## Об'єкти соціальної сфери
- Школа.

## Відомі люди
- Білясник Петро Никифорович — Герой Радянського Союзу.
- Горленко Володимир Федорович — український етнограф.